# Ajayameru
Ajayameru (nep. अजयमेरु) – gaun wikas samiti w zachodniej części Nepalu w strefie Mahakali w dystrykcie Dadeldhura. Według nepalskiego spisu powszechnego z 2001 roku liczył on 788 gospodarstw domowych i 4147 mieszkańców (2180 kobiet i 1967 mężczyzn).